# Send in the Clowns
Send in the Clowns ist ein Song aus dem Musical A Little Night Music von 1973. Er wurde von Stephen Sondheim (1930–2021) geschrieben und ist eines seiner beliebtesten Stücke und ein Songklassiker.

## Liedtext

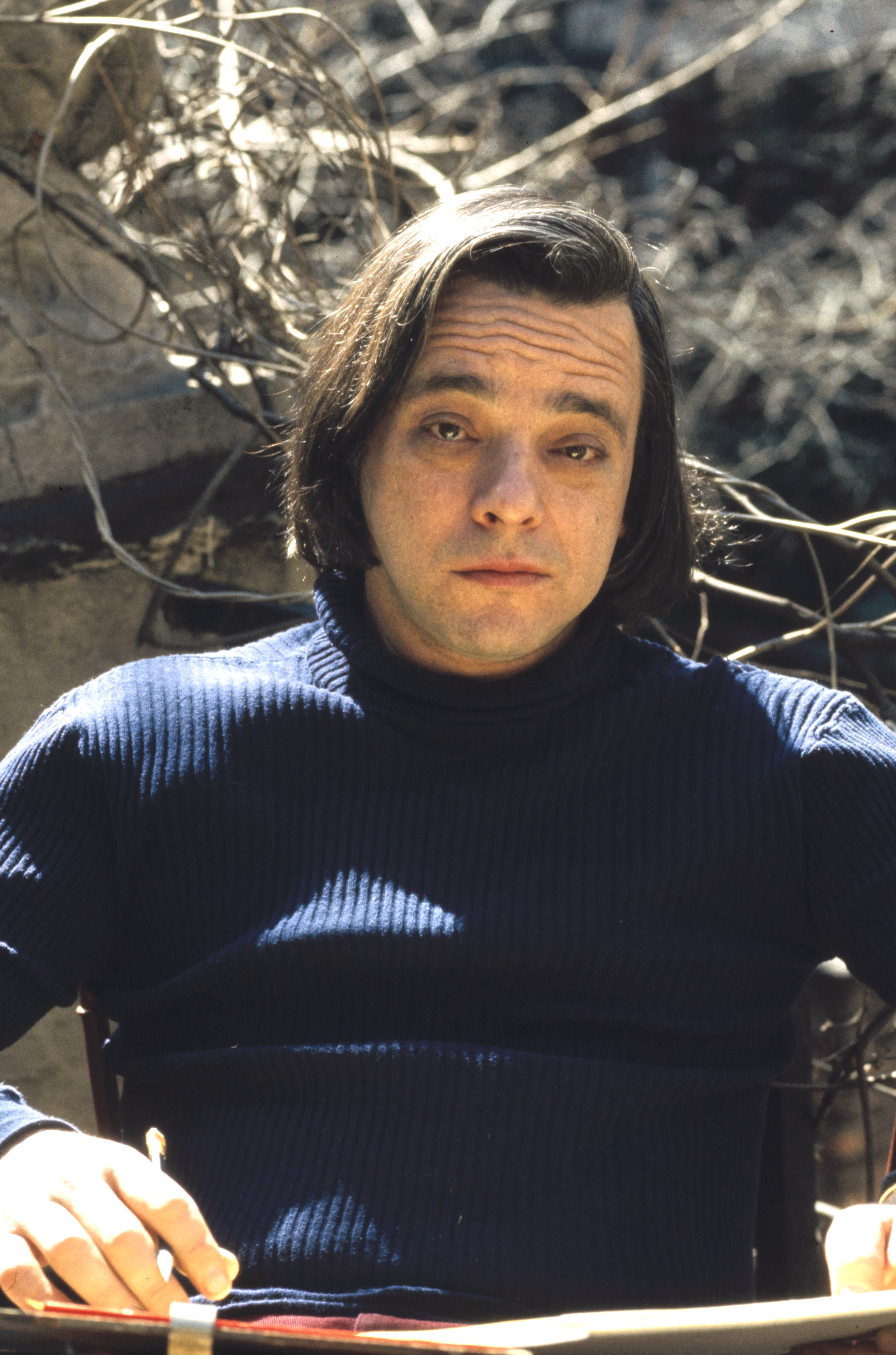
Stephen Sondheim (1972)

Der Song wird von Desiree im zweiten Akt des Musicals gesungen. Die Schauspielerin Desiree trifft ihre alte Liebe Fredrik und fragt ihn, ob er noch aus seinem Leben „gerettet“ werden möchte. Fredrik antwortet, dass er Desiree liebt, sich aber nicht dazu durchringen kann, sich von seiner Frau zu trennen. Nun reflektiert Desiree in der Ballade über ihr Leben und Fredrik.
Es geht nicht um Zirkusclowns, sondern um Narren, wie Sondheim 1990 in einem Interview erklärte:

„Ich wollte theatralische Bilder in dem Song verwenden, weil sie eine Schauspielerin ist [...] Der Ausspruch wird im Theater verwendet: „wenn die Show nicht gut läuft, lasst uns die Clowns reinschicken“; mit anderen Worten, „lasst uns Witze machen“. Wenn ich einen Song schreibe, will ich immer wissen, wie er enden wird, deshalb hat sich Send in the Clowns erst gefestigt, als ich den Gedanken für sie hatte: [...] „Wir sind Narren“.“

Am Ende des Musicals gesteht Fredrik seine Liebe zu Desiree, und beide versprechen, ein gemeinsames Leben zu beginnen; hier wird Send in the Clowns als Reprise wiederholt.

## Musik
Sondheim schrieb Text und Musik in zwei Tagen während der Proben für das Broadway-Debüt des Stücks, das 1973 stattfand. Er schrieb es für die Schauspielerin Glynis Johns, die für die Rolle der Desirée engagiert war. Laut Sondheim hatte „Glynis eine schöne, kristallklare Stimme, aber das Halten von Tönen war nicht ihr Ding. Ich wollte kurze Sätze schreiben, also schrieb ich ein Lied voller Fragen“, und die Melodie des Liedes liegt in einem kleinen Notenbereich.

## Coverversionen
Das Stück wurde oft aufgenommen, so 1973 von Frank Sinatra, 1975 von Judy Collins und 1985 von Barbra Streisand auf The Broadway Album.
Es wurde von einer Reihe weiterer Künstler aus den Bereichen Pop und Jazz gecovert, darunter Ray Conniff, Bill Ramsey, Zoot Sims/Bucky Pizzarelli, Lou Rawls und Sarah Vaughan. Der Diskograf Tom Lord listete ab 1973 –  beginnend mit Cleo Laine (Live!!! At Carnegie Hall) – insgesamt 227 Versionen des Songs im Jazz.
2002 gab der Song der Kompilation Send in the Clowns: The Ballads of Stephen Sondheim den Titel.

## Auszeichnungen
- Grammy 1976 (Song of the Year)[11]